# 皮雷欧
皮雷欧（法語：Puyréaux，法語發音：[pɥiʁeo]）是法国夏朗德省的一个市镇，属于孔福朗区。

## 地理
皮雷欧（45°51'41"N, 0°12'43"E）面积8.11 平方千米，位于法国新阿基坦大区夏朗德省，该省份为法国西部内陆省份，北起德塞夫勒省和维埃纳省，东临上维埃纳省，东南至多尔多涅省，南至多爾多涅省，西接滨海夏朗德省。
与皮雷欧接壤的市镇（或旧市镇、城区）包括：曼恩德布瓦克斯、穆通、楠克拉尔、博尼约尔河畔圣西耶、芒勒莱枫丹。

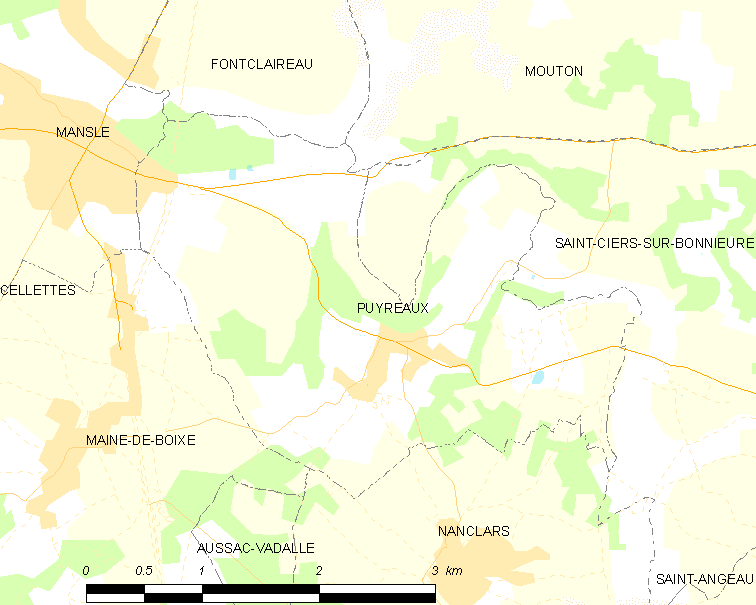
皮雷欧的OSM定位图

皮雷欧的时区为UTC+01:00、UTC+02:00（夏令时）。

## 行政
皮雷欧的邮政编码为16230，INSEE市镇编码为16272。

## 政治
皮雷欧所属的省级选区为布瓦克斯-芒卢瓦县。

## 人口

1962-2008年间皮雷欧人口变化图示

皮雷欧于2022年1月1日时的人口数量为571人。